# Thomas Township (Missouri)
Thomas Township est un ancien township, situé dans le comté de Ripley, dans le Missouri, aux États-Unis,.
Le township est fondé en 1872 et baptisé en référence à Ad Thomas, un pionnier.